# Гайнц Брандт
Гайнц Брандт (нім. Heinz Brandt; 11 березня 1907, Шарлоттенбург — 21 липня 1944, Растенбург) — німецький штабний офіцер часів Другої світової війни, генерал-майор.

## Біографія
1 квітня 1925 роки вступає курсантом в 13-й кавалерійський полк, 1 листопада 1926 отримує звання сержанта. Пройшовши перший курс в піхотній школі, а другий курс в кавалерійської школі в Ганновері, отримав на 1 грудня 1928 роки звання лейтенанта. Відзначившись умінням кінної їзди, з 1 жовтня 1930 по 1 жовтня 1931 року перебував в кавалерійському училищі в якості інструктора, після чого переведений в 2-й кавалерійський полк, де перебував до 1 квітня 1939 року.
З травня 1933 року на базі кавалерійської школи в Ганновері проводив підготовку до участі в літніх Олімпійських іграх в Берліні, де став олімпійським чемпіоном в командній першості з конкуру на коні Алхімік. З 6 жовтня 1936 по 31 березня 1938 року був приписаний до Військової Академії, протягом наступного року — до штабу 25-ї піхотної дивізії.
1 жовтня 1939 року переведений в Генеральний штаб, в якому служив до 8 лютого 1940 року, потім переведений штабним офіцером оперативного управління Генерального штабу 297-ї піхотної дивізії. Після цього, призначений на ту ж посаду у відділі операцій ОКГ.
Брандт, сам того не підозрюючи, взяв певну участь у замаху на життя Гітлера. Саме він 13 березня 1943 року проніс на літак фюрера, який повертався зі свого візиту на Схід, пакет з, нібито, пляшками коньяку, які один із змовників програв Гітлеру в суперечці. Насправді в пакеті була бомба, проте, вона не вибухнула під час польоту.
За однією з версій, саме Гайнц Брандт зробив доленосну дію під час замаху 20 липня 1944 року, завдяки якій Адольф Гітлер залишився живий, відбувшись лише порваним одягом і дрібними пораненнями. Штабний офіцер, бажаючи підійти ближче до карти, зачепив ногою портфель-бомбу, залишену оберстом Клаусом фон Штауффенбергом біля столу поруч з Гітлером, і переставив її по іншу сторону підставки масивного дубового столу.
Вибухом Гайнцу Брандту відірвало ногу. Його негайно доставили в госпіталь, але поліпшити становище не вдалося, і на наступний день він помер.

## Звання
- Фанен-юнкер (1 квітня 1925)
- Фанен-юнкер-єфрейтор (1 липня 1926)
- Фанен-юнкер-унтер-офіцер (1 листопада 1926)
- Фенріх (1 вересня 1927)
- Обер-фенріх (1 серпня 1928)
- Лейтенант (1 грудня 1928)
- Обер-лейтенант (1 грудня 1932)
- Ротмістр (1 березня 1936) — згодом звання замінене на гауптмана генштабу.
- Майор генштабу (1 січня 1941)
- Оберст-лейтенант генштабу (1 квітня 1942)
- Оберст генштабу (1 травня 1943)
- Генерал-майор (22 липня 1944; посмертно)

## Нагороди
- Німецький кінний знак в золоті
- Німецький майстер з конкуру (1932)
- Золота медаль Олімпійських ігор 1936 року в командній першості з конкуру
- Медаль «За вислугу років у Вермахті» 4-го і 3-го класу (12 років)
- Залізний хрест 2-го класу
- Нагрудний знак «За поранення 20 липня 1944» в золоті (посмертно)

## Образ в кінематографі
| Рік  | Фільм                | Актор             |
| ---- | -------------------- | ----------------- |
| 1969 | Звільнення           | Фріц-Ернст Фехнер |
| 2008 | Операція «Валькірія» | Том Голландер     |